# Orden de Luisa Ulrica
La Orden de Luisa Ulrica fue una orden militar sueca instituida por la reina Luisa Ulrica, esposa del rey electo de Suecia Adolfo Federico, ex obispo de Lübeck; y hermana del rey de Prusia Federico II el Grande.

## Historia
El 29 de agosto de 1744, el día antes de la boda entre Luisa Ulrica de Prusia y Adolfo Federico, rey de Suecia, la compañía real viajó en barco a la boda en el Palacio de Drottningholm. En esta ocasión, Luisa Ulrica accidentalmente rompió su abanico. Adolfo Federico recogió las piezas y las distribuyó a los presentes como un recuerdo del incidente, lo que dio a Luisa Ulrica la idea de crear la orden. La reina consorte fundó esta orden de caballería originalmente para personas de ambos sexos pero posteriormente, esta orden fue solamente usada por caballeros. 
También se la conoce como "Orden del Abanico", "Orden de la Armonía" u "Orden de la Unidad".

## Descripción de la venera
La divisa es una cinta rosa, de la que pende una medalla de oro esmaltada de azul con una barca y una estrella ambos de oro; el medallón está timbrado con el monograma coronado de la fundadora, y está rodeado de una cinta de metal esmaltada de blanco y anudada en su parte superior en la que se puede leer el lema: "La liaison fait ma valeur" y en el reverso: "La division me perd". Del medallón parten cual rayos 6 palos que representan el abanico roto colocadas dos verticalmente y las demás en aspa.